# Crystal Palace Football Club
El Crystal Palace Football Club és un club de futbol d'Anglaterra, del sud de la ciutat de Londres. Va ser fundat el 1905 i actualment juga a la Premier League anglesa. La temporada 2015-16 va quedar 15è a la lliga. El curs 2024-2025 va proclamar-se campió de la FA Cup, el primer títol de la seva història. L'any següent guanyarien el segon títol, la Community Shield, davant del Liverpool FC.

## Història
El club va ser fundat el 10 de setembre de 1905 sota la direcció d'Edmund Goodman, un antic empleat de l'Aston Villa, que es va encarregar de l'organització del nou club i del qual en va ser entrenador des de 1907 fins al 1925.
En la seva història, l'equip londinenc va obtenir els millors resultats a principis dels anys noranta, amb Ian Wright a la davantera, quan van arribar a la final de la FA Cup de 1990 i van quedar en tercer lloc a la lliga anglesa de 1991. Aquell any van guanyar també la Full Members Cup, una competició per als equips de les dues primeres divisions, disputada entre 1986 i 1992.
La temporada 2024-2025 va proclamar-se campió de la FA Cup contra el Manchester City FC, el primer i únic títol de la seva història.

## Uniforme i colors
Quan el Crystal Palace es va constituir l'any 1905, van demanar assessorament d'un dels clubs més grans del país en aquell moment, l'Aston Villa, el qual va ajudar el club de diverses maneres. Entre elles, amb la donació de samarretes. Com a resultat, els colors originals del Crystal Palace van ser granat i blau.
Els colors del club van canviar en més d'una ocasió abans de l'arribada de Malcolm Allison com a gerent el 1973. Allison va canviar la imatge del club, canviant la samarreta per una de ratlles verticals vermelles i blaves, inspirada en la del FC Barcelona.

## Palmarès

### Tornejos nacionals
- FA Cup (1): 2024-25
- Community Shield (1): 2025
- Football League Second Division/Football League First Division (2): 1978-79, 1993-94
- Football League Third Division South (1): 1920-21

## Jugadors

### Plantilla 2025-26
A 5 agost 2025
| N. | Pos. | Nac. | Jugador              |
| -- | ---- | --- | -------------------- |
| 1  | POR  | [[Fitxer:Flag of England.svg\|23x15px\|border \|alt=Anglaterra\|link=Selecció de futbol d'Anglaterra\|{{#if:\|]]                | Dean Henderson       |
| 2  | DEF  | [[Fitxer:Flag of Colombia.svg\|23x15px\|border \|alt=Colòmbia\|link=Selecció de futbol de Colòmbia\|{{#if:\|]]                  | Daniel Muñoz         |
| 3  | DEF  | [[Fitxer:Flag of England.svg\|23x15px\|border \|alt=Anglaterra\|link=Selecció de futbol d'Anglaterra\|{{#if:\|]]                | Tyrick Mitchell      |
| 5  | DEF  | [[Fitxer:Flag of France (1794–1815, 1830–1974).svg\|23x15px\|border \|alt=França\|link=Selecció de futbol de França\|{{#if:\|]] | Maxence Lacroix      |
| 6  | DEF  | [[Fitxer:Flag of England.svg\|23x15px\|border \|alt=Anglaterra\|link=Selecció de futbol d'Anglaterra\|{{#if:\|]]                | Marc Guéhi (capità)  |
| 7  | DAV  | [[Fitxer:Flag of Senegal.svg\|23x15px\|border \|alt=Senegal\|link=Selecció de futbol del Senegal\|{{#if:\|]]                    | Ismaïla Sarr         |
| 8  | MIG  | [[Fitxer:Flag of Colombia.svg\|23x15px\|border \|alt=Colòmbia\|link=Selecció de futbol de Colòmbia\|{{#if:\|]]                  | Jefferson Lerma      |
| 9  | DAV  | [[Fitxer:Flag of England.svg\|23x15px\|border \|alt=Anglaterra\|link=Selecció de futbol d'Anglaterra\|{{#if:\|]]                | Eddie Nketiah        |
| 10 | MIG  | [[Fitxer:Flag of England.svg\|23x15px\|border \|alt=Anglaterra\|link=Selecció de futbol d'Anglaterra\|{{#if:\|]]                | Eberechi Eze         |
| 11 | MIG  | [[Fitxer:Flag of Brazil.svg\|23x15px\|border \|alt=Brasil\|link=Selecció de futbol del Brasil\|{{#if:\|]]                       | Matheus França       |
| 14 | DAV  | [[Fitxer:Flag of France (1794–1815, 1830–1974).svg\|23x15px\|border \|alt=França\|link=Selecció de futbol de França\|{{#if:\|]] | Jean-Philippe Mateta |
| 17 | DEF  | [[Fitxer:Flag of England.svg\|23x15px\|border \|alt=Anglaterra\|link=Selecció de futbol d'Anglaterra\|{{#if:\|]]                | Nathaniel Clyne      |
| 18 | MIG  | [[Fitxer:Flag of Japan.svg\|23x15px\|border \|alt=Japó\|link=Selecció de futbol del Japó\|{{#if:\|]]                            | Daichi Kamada        |
| 19 | MIG  | [[Fitxer:Flag of England.svg\|23x15px\|border \|alt=Anglaterra\|link=Selecció de futbol d'Anglaterra\|{{#if:\|]]                | Will Hughes          |

| N. | Pos. | Nac. | Jugador           |
| -- | ---- | --- | ----------------- |
| 20 | MIG  | [[Fitxer:Flag of England.svg\|23x15px\|border \|alt=Anglaterra\|link=Selecció de futbol d'Anglaterra\|{{#if:\|]]                            | Adam Wharton      |
| 21 | DAV  | [[Fitxer:Flag of England.svg\|23x15px\|border \|alt=Anglaterra\|link=Selecció de futbol d'Anglaterra\|{{#if:\|]]                            | Romain Esse       |
| 22 | DAV  | [[Fitxer:Flag of France (1794–1815, 1830–1974).svg\|23x15px\|border \|alt=França\|link=Selecció de futbol de França\|{{#if:\|]]             | Odsonne Édouard   |
| 24 | DEF  | [[Fitxer:Flag of Croatia.svg\|23x15px\|border \|alt=Croàcia\|link=Selecció de futbol de Croàcia\|{{#if:\|]]                                 | Borna Sosa        |
| 26 | DEF  | [[Fitxer:Flag of the United States.svg\|23x15px\|border \|alt=Estats Units d'Amèrica\|link=Selecció de futbol dels Estats Units\|{{#if:\|]] | Chris Richards    |
| 28 | MIG  | [[Fitxer:Flag of Mali.svg\|23x15px\|border \|alt=Mali\|link=Selecció de futbol de Mali\|{{#if:\|]]                                          | Cheick Doucouré   |
| 29 | MIG  | [[Fitxer:Flag of France (1794–1815, 1830–1974).svg\|23x15px\|border \|alt=França\|link=Selecció de futbol de França\|{{#if:\|]]             | Naouirou Ahamada  |
| 31 | POR  | [[Fitxer:Flag of England.svg\|23x15px\|border \|alt=Anglaterra\|link=Selecció de futbol d'Anglaterra\|{{#if:\|]]                            | Remi Matthews     |
| 34 | DEF  | [[Fitxer:Flag of Morocco.svg\|23x15px\|border \|alt=Marroc\|link=Selecció de futbol del Marroc\|{{#if:\|]]                                  | Chadi Riad        |
| 44 | POR  | [[Fitxer:Flag of Argentina.svg\|23x15px\|border \|alt=Argentina\|link=Selecció de futbol de l'Argentina\|{{#if:\|]]                         | Walter Benítez    |
| 49 | DAV  | [[Fitxer:Flag of England.svg\|23x15px\|border \|alt=Anglaterra\|link=Selecció de futbol d'Anglaterra\|{{#if:\|]]                            | Jesurun Rak-Sakyi |
| 55 | MIG  | [[Fitxer:Ulster Banner.svg\|23x15px\|border \|alt=Irlanda del Nord\|link=Selecció de futbol d'Irlanda del Nord\|{{#if:\|]]                  | Justin Devenny    |
| 58 | DEF  | [[Fitxer:Flag of England.svg\|23x15px\|border \|alt=Anglaterra\|link=Selecció de futbol d'Anglaterra\|{{#if:\|]]                            | Caleb Kporha      |

### Cedits a altres equips
| N. | Pos. | Nac. | Jugador                                                         |
| -- | ---- | --- | --------------------------------------------------------------- |
| —  | POR  | [[Fitxer:Flag of England.svg\|23x15px\|border \|alt=Anglaterra\|link=Selecció de futbol d'Anglaterra\|{{#if:\|]] | Owen Goodman (al Huddersfield Town until end of 2025–26 season) |
| —  | POR  | [[Fitxer:Flag of England.svg\|23x15px\|border \|alt=Anglaterra\|link=Selecció de futbol d'Anglaterra\|{{#if:\|]] | Joe Whitworth (al Exeter City until end of 2025–26 season)      |

| N. | Pos. | Nac. | Jugador                              |
| -- | ---- | --- | ------------------------------------ |
| —  | DEF  | [[Fitxer:Flag of Ireland.svg\|23x15px\|border \|alt=Irlanda\|link=Selecció de futbol de la República d'Irlanda\|{{#if:\|]] | Tayo Adaramola (al Leyton Orient FC) |
| —  | MIG  | [[Fitxer:Flag of England.svg\|23x15px\|border \|alt=Anglaterra\|link=Selecció de futbol d'Anglaterra\|{{#if:\|]]           | David Ozoh (al Derby County FC)      |